# Tetramorium aegeum
Tetramorium aegeum är en myrart som beskrevs av Alexander G. Radchenko 1992. Tetramorium aegeum ingår i släktet Tetramorium och familjen myror. Inga underarter finns listade i Catalogue of Life.